# نادي الطليعة (العراق)
نادي الطليعة الرياضي هو فريق كرة قدم عراقي مقره بغداد، يلعب في الدوري العراقي الدرجة الثانية.

## روابط خارجية
- نادي الطليعة على Goalzz.com
- أندية العراق - تواريخ التأسيس